# Ralph Martin (Pianist)
Ralph Lawrence Martin (* 28. Oktober 1926 in Paterson, New Jersey; † 18. April 2018 in Gulfport, Mississippi) war ein US-amerikanischer Musiker (Piano, Arrangement) des Modern Jazz und Easy Listening.

## Leben
Martin begann bereits mit sechs Jahren, Piano zu spielen. Den Militärdienst leistete er in der US-Marine ab und war im Zweiten Weltkrieg im Südpazifik eingesetzt. Dort spielte er bis 1946 in einer eigenen Gruppe. Nach Kriegsende besuchte er die Syracuse University (1946–48), die Musikschule der University of Miami (1948–50) und die Juilliard School (1950/51). Er studierte dort Klavier und Saxophon und erwarb den Abschluss in Komposition. Anschließend zog er nach New York City, hatte dort Unterricht bei Henry Brant und wurde Mitglied in der Musikergewerkschaft Local 802. In den folgenden Jahren betätigte er sich vorwiegend als Solist in Clubs und Lounges. Ferner arbeitete er mit Don Elliott, mit dessen Quintett 1954 erste Aufnahmen entstanden, des Weiteren mit Louis Bellson und Sal Salvador. Außerdem tourte er 1957 in Europa; mit der American Jazz Group (mit Jim Fleming, Lenny Hambro, Ronnie Craig, Jim Thorpe, Miroslaw Ufnalewski) gastierte er in Warschau. Ein Auftritt in der Sowjetunion wurde von den dortigen Behörden verhindert, indem man die Mitglieder der Gruppe mehrere Tage in einem Eisenbahnwaggon festhielt.
Nach seiner Rückkehr in die Vereinigten Staaten arbeitete Martin mit Eddie Shu, Buddy Rich, Zoot Sims, Al Cohn, Kai Winding, Bobby Hackett und Terry Gibbs, als Begleitmusiker mit den Vokalisten Anita O’Day, Jackie Paris, Helen Merrill, Sue Ramey, Anne Marie Moss, Tony Bennett, Johnny Mathis und Johnny Desmond. Im Bereich des Jazz war er zwischen 1954 und 1963 an fünf Aufnahmesessions beteiligt.
Ralph Martins Bruder war Don Martin, der als Cartoonist für die Satirezeitschrift Mad bekannt wurde. Der Pianist ist nicht mit dem gleichnamigen amerikanischen Doo-Wop-Sänger (1935–2010) zu verwechseln.